# Hugh Porter
Hugh Porter, MBE (Wolverhampton, West Midlands, 24 de gener de 1940) va ser un ciclista anglès que combinà tant el ciclisme en pista com la ruta. Fou professional des del 1966 fins al 1979. Els majors èxits els aconseguí a la pista, concretament en la modalitat de persecució, de la qual es proclamà campió de món quatre cops.

## Palmarès en pista
- 1963
  -  Campió del Regne Unit amateur en Persecució
- 1964
  -  Campió del Regne Unit amateur en Persecució
- 1965
  -  Campió del Regne Unit amateur en Persecució
- 1966
  - Medalla d'or als Jocs de la Commonwealth en Persecució
- 1968
  -  Campió del Món en Persecució
  -  Campió del Regne Unit amateur en Persecució
- 1969
  -  Campió del Regne Unit amateur en Persecució
- 1970
  -  Campió del Món en Persecució
- 1972
  -  Campió del Món en Persecució
- 1973
  -  Campió del Món en Persecució

## Palmarès en ruta
- 1966
  - 1r l'Archer International Grand Prix
  - Vencedor d'una etapa a la Milk Race
- 1969
  - 1r al Tom Simpson Memorial
- 1976
  - 1r al Tom Simpson Memorial